# Renaico
Ranaico é uma comuna do Chile, pertencente à Província de Malleco na IX Região de Araucanía.
Limita-se: a sudoeste com Angol; a norte e leste com a Região de Bío-Bío; a sudeste com Collipulli.
A comuna é a porta de entrada da província de Malleco, pela vertente oriental da Cordilheira de Nahuelbuta. Conta com rodovias asfaltadas e transitáveis durante todo o ano, as quais ligam a comuna com os principais centros povoados da província ao sul, e à Região de Bío-Bío. Possui uma estação ferroviária que permite acesso a localidades da margem norte do rio Biobío e com Concepción e Talcahuano. Encontra-se a 22 quilômetros da cidade de Angol, capital provincial, de onde se pode chegar a város pontos turísticos.
A Cordilheira de Nahuelbuta se apresenta imponente no limite ocidental com a comuna de Angol, apresentando cumes relevantes como os picos El Hoyo, Alto del Águila, entre outros. A apenas oito quilômetros de Renaico está o Cerro Tolpán, de grande importância histórica, já que foi neste lugar onde Alonso de Córdova y Figueroa construiu um forte na região, convertendo-o em centro de operações contra os mapuches.
A comuna conta com uma importante rede de cursos d'água, usados tanto para as atividades econômicas como recreativas, destacando os rios Renaico e Vergara. Entre os canais artificiais destaca-se o Canal El Globo, que foi construído por José Bunster, para o moinho que funcionou ali no final do século passado, e cujo edifício ainda encontra-se em pé.
As principais atividade produtivas são a pecuária, agricultura (em especial hortaliças e frutas) e a silvicultura.
Entre as atividades industriais é relevante o moinho El Globo, fundado por José Bunster, o qual processa a aveia que é produzida em Collipulli e comercializado em Concepción.